# Казаченко, Алексей Алексеевич
Алексей Алексеевич Казаченко (род. 10 июля 1978, Пермь, Пермская область, РСФСР, СССР) — российский государственный деятель. Глава города Березники с февраля 2023 года.

## Биография
Родился 10 июля 1978 года в Перми. В 1999 году окончил Юридический институт МВД России по специальности «Юриспруденция». Казаченко получил второе высшее образование по специальности «Финансы и кредит» в Пермском государственном университете.
С 1999 года по 2005 год Казаченко работал в сфере экономической безопасности в органах внутренних дел, затем до лета 2019 года занимал руководящие должности в системах обязательного медицинского страхования и здравоохранения Пермского края - был заместителем министра здравоохранения. После чего был руководителем регионального «Центра организации закупок». Был также председателем совета регионального отделения экологической партии «Зеленые» в Пермском крае.
С февраля 2023 года избран новым главой Березников.